# Spirostreptus gigas
Spirostreptus gigas är en mångfotingart som beskrevs av Peters 1855. Spirostreptus gigas ingår i släktet Spirostreptus och familjen Spirostreptidae. Inga underarter finns listade i Catalogue of Life.